# Fotočlánek
Fotočlánek je nejčastěji používané fyzikální čidlo pro objektivní světelná (popř. radiometrická) měření. Někdy je také označován jako fotodetektor, neboť vždy obsahuje detektor citlivý na světlo. Ten převádí světlo či jinou část elektromagnetického záření na elektrický signál.
Fotočlánek bývá součástí fotometrické hlavice, která obsahuje další doplňkové příslušenství - např. filtry pro korekci spektrální citlivosti, nástavce pro směrové přizpůsobení, konstrukční součásti, atd. Je základem mnohých fotometrických přístrojů: luxmetr, jasoměr, goniofotometr, kulový integrátor nebo kolorimetr.

## Principy fotočlánků

### Fotodiody

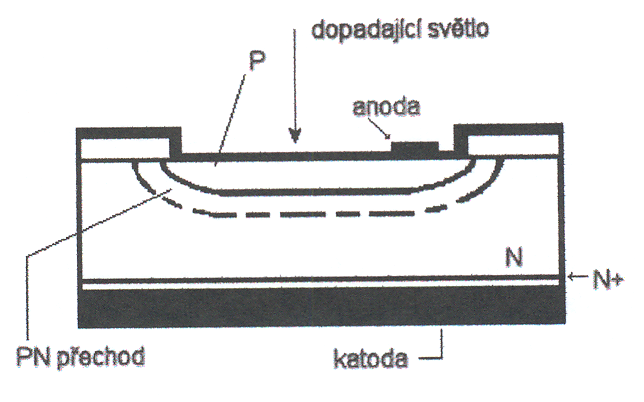
Schéma fotodiody

Dnes nejčastěji používané detektory do fotočlánků jsou fotodiody. Asi nejvíce spolehlivé a všestranně použitelné jsou křemíkové fotodiody. Ačkoli ze všech polovodičů převládá jasně křemík, někdy se používají i jiné polovodiče (např. InGaAs pro vyšší vlnové délky).
Povrch citlivý na světlo tvoří vrstva P, jejíž tloušťka je 1 μm nebo méně. Změnou tloušťky P, N, N+ vrstvy (viz obr.), vhodnou volbou polovodiče a koncentrací příměsí lze měnit spektrální a frekvenční citlivost. PN přechod pracuje jako fotoelektrický měnič, kde vzniká proud úměrný příslušné osvětlenosti: po absorbování fotonu se vytvoří pár elektron-díra, elektrony přechází do N vrstvy, díry do P vrstvy, vzniká proud (fotovoltaický jev).
Parametry fotodiod jsou především citlivost, proud za tmy, doba náběhu, prostorová rovnoměrnost odezvy a další.

### Emisní fotonky
Emisní fotonky jsou fotočlánky, u nichž se využívá vnějšího fotoelektrického jevu, kdy světlo působí emisi elektronů z povrchu elektrody ve vakuu nebo v plynném prostředí. Anoda je tvořena drátěnou smyčkou či síťkou, katodu tvoří na světlo citlivá kovová vrstva z alkalických prvků nanesená na vnitřní stěně skleněné baňky. Emisní fotonky vyžadují vnější napájecí zdroj. U vakuových fotonek bývá citlivost až 100 μA/lm, u fotonek plněných plynem až 200 μA/lm. Pro přesná fotometrická měření jsou vhodné zejména vakuové emisní fotonky, především díky vysoké stabilitě, bez setrvačnosti a lineární závislosti fotoproudu na osvětlení. Fotonky plněné plynem mají totiž větší citlivost díky relativně nižší elektrické pevnosti plynu (oproti vakuu), ionizace tohoto plynu však není lineární. K přizpůsobení spektrální citlivosti emisní fotonky křivce spektrální citlivosti normálního pozorovatele se většinou používá kapalinových filtrů.

### Fotoelektrické násobiče
Fotoelektrické násobiče jsou emisní fotonky, u nichž se primární fotoelektrický proud několikrát zesiluje sekundární emisí. Fotoelektrické násobiče vyžadují pro měření vysoce stabilní zdroj vysokého napětí. Závislost fotoproudu na osvětlenosti je podobná jako u emisních fotonek, nicméně stabilita je horší. Fotoelektrické násobiče se používají jen při velmi nízkých hodnotách měřené veličiny.

## Směrová selektivita
Podle směrové selektivity můžeme fotočlánky rozdělit na:
- fotočlánky pro měření rovinné osvětlenosti,
- fotočlánky pro měření prostorových charakteristik osvětlení (např. střední válcová osvětlenost, prostorová osvětlenost, atd.),
- fotočlánky, jejichž snímací úhel obvykle nepřesahuje ±10° od osy snímání (tyto fotočlánky jsou součástí jasoměrů či se používají u luxmetrů s jasovými nástavci).

Fotočlánky pro měření rovinné osvětlenosti se kalibrují pro kolmý dopad světla, při šikmém dopadu světla je osvětlenost úměrná kosinu úhlu dopadu. Obvyklá odchylka od tohoto zákona (způsobená částečným zrcadlovým odrazem, sníženou propustností horní vrstvy, polarizací a cloněním obrubou) se eliminuje nasazením tzv. kosinusového nástavce na fotočlánek. Dobrá kosinusová korekce je zejména důležitá při venkovních měřeních a při měřeních denního světla v interiérech, v kulovém integrátoru a v goniofotometru.
Měření, při kterých dopadá světlo na fotočlánek kolmo, nebo měření bodových zdrojů nevyžaduje kosinusovou korekci. To zahrnuje např. měření na fotometrické lavici nebo goniofotometrické měření svítivosti na velké vzdálenosti.
Celkový dojem o dostatečnosti osvětlení ve veřejných a společenských prostorech, v nichž převažují směry pozorování blízké k vodorovnému směru, dobře vystihuje střední válcová osvětlenost. Fotočlánky s odpovídající směrovou citlivostí měří přímo střední válcovou osvětlenost. Jiné analogicky měří střední poloválcovou osvětlenost, prostorovou a polokulovou osvětlenost.

## Spektrální citlivost
Pro zajištění jednotnosti světelně technických výpočtů přijala Mezinárodní komise pro osvětlování (CIE) průměrnou spektrální citlivost oka normálního pozorovatele při fotopickém (ve dne) vidění V(λ) a při skotopickém (v noci, za tmy) V'(λ). V zahraniční literatuře je někdy také označována jako Vλ.
Pro světelná měření je důležité, aby se průběh křivky spektrální citlivosti fotočlánku co nejvíce shodoval s křivkou spektrální citlivosti V(λ). Korekčními filtry lze dosáhnout velmi dobrého přizpůsobení křivce V(λ).
Pro měření v jiných než viditelných částech elektromagnetického spektra, např. UV (ultrafialové) či IR (infračervené) oblasti, nebo pro specifická měření jsou vhodné fotočlánky s jinou křivkou spektrální citlivosti než V(λ).

## Závislost vlastností fotočlánku na teplotě
Při běžných teplotách (asi 25 °C) se křemíkové fotočlánky nejvíce přibližují lineární závislosti fotoproudu na osvětlení a křivka spektrální citlivosti se nejvíce podobá V(λ). Při těchto teplotách se také provádí nejvíce měření a regulace teploty fotočlánků není potřebná. V ostatních případech je možné zvolit speciální fotočlánky, u nichž je výrobcem garantována nezávislost na teplotě (až do 45 °C). Nicméně pro některá precizní měření je vhodné zvolit fotočlánky s regulovanou teplotou. Ta je obvykle udržována vyšší (např. 35 °C), protože je snadněji dostupná ve většině klimat bez nutnosti chlazení.

## Další varianty fotočlánků
Některá měření vyžadují, aby zesilovač fotoproudu byl přímo u fotočlánku (pro omezení rušení slabého signálu). Pro venkovní měření a měření pod vodou mohou mít fotočlánky speciální konstrukci. Pro zviditelnění optických os existují fotočlánky s vestavěným laserem (vhodné např. při některých goniometrických měření na velké vzdálenosti).